# Schloss Batthyány (Neumarkt an der Raab)

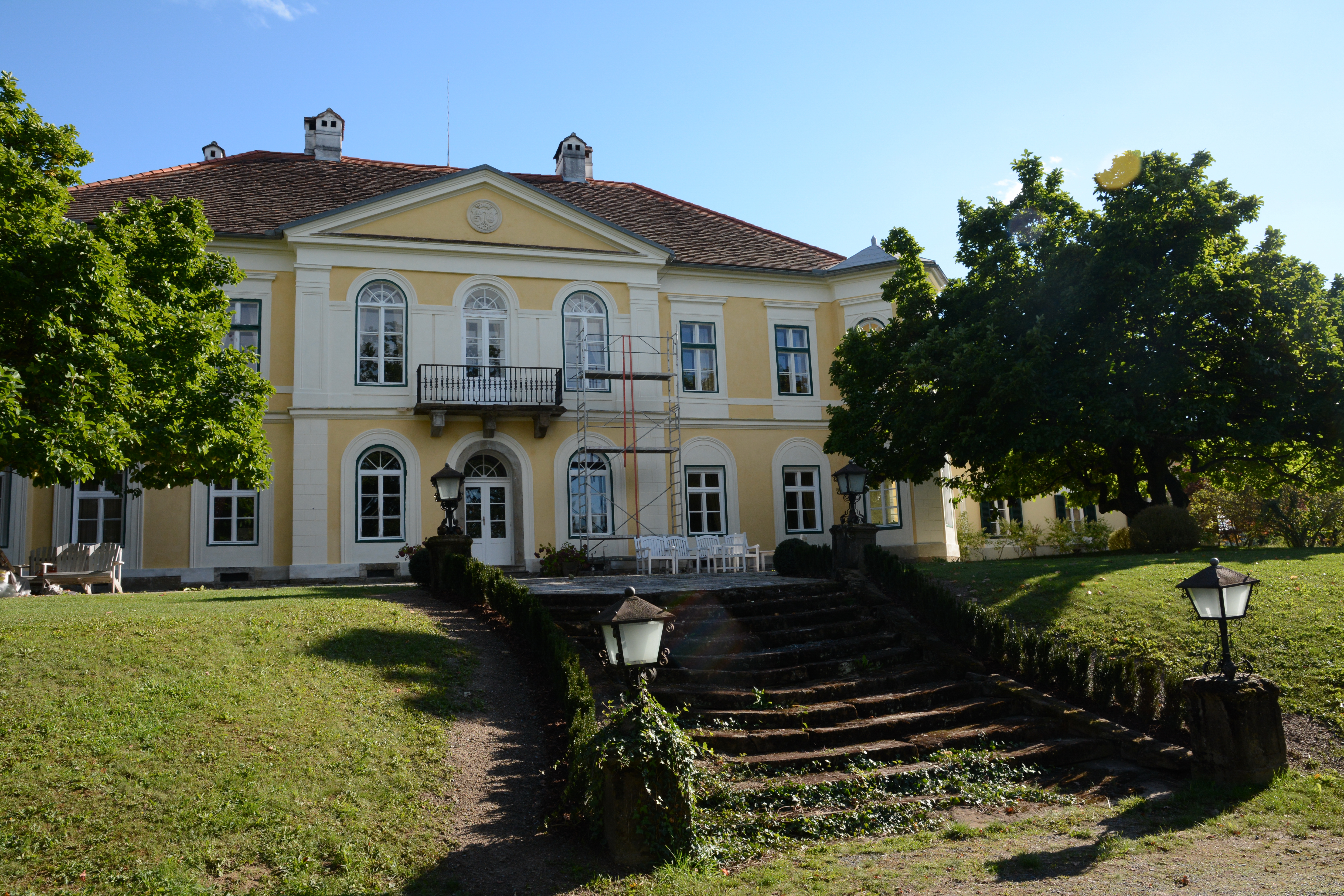
Die nordwestseitige Parkfront des Schlosses

Das Schloss Batthyány oder Schloss Neumarkt an der Raab (ungarisch Rába-Batthyány kastély) steht in der gleichnamigen Ortschaft der Gemeinde St. Martin an der Raab im Bezirk Jennersdorf im österreichischen Bundesland Burgenland. Es stammt aus der Mitte des 19. Jahrhunderts und wurde als grundherrschaftlicher Sitz für das weit verzweigte ungarische Adelsgeschlecht der Batthyány errichtet, in dessen Familienbesitz es sich bis heute befindet. Das Gebäude steht unter Denkmalschutz (Listeneintrag).

## Lage und Umgebung
Schloss Batthyány befindet sich im Südosten Österreichs, ungefähr 2,5 km westlich von der in diesem Abschnitt in Nord-Süd-Richtung verlaufenden Staatsgrenze zum Nachbarland Ungarn. Rund 2,5 km nordwestlich liegt der Bezirksvorort Jennersdorf, etwa 9,5 km nordöstlich die westungarische Kreisstadt Szentgotthárd. Der Bau mit dem ihm umgebenden Schlosspark liegt am Südrand des Ortsgebietes von Neumarkt an der Raab, etwa 900 m südlich des Flusses Raab, der hier in einem breiten Tal das Oststeirische Hügelland Richtung Osten durchfließt. Der rund 19 ha große Schlosspark liegt an den größtenteils bewaldeten Abhängen dieser Hügelkette, die vom Schloss zum Ufer der Raab hin etwa 50 m abfallen und die die letzten Ausläufer des Südöstlichen Alpenvorlandes am Übergang zur Pannonischen Tiefebene darstellen.
Am Nordrand des Schlossparks verläuft die St. Martiner Straße (L255) und etwa 2 km nördlich die Güssinger Straße (B57). Ungefähr 1,5 km nördlich verläuft die Steirische Ostbahn, die Teil der Bahnachse Graz-Budapest ist, in etwa parallel zur Raab. In der näheren Umgebung des Schlosses liegen die Pfarrkirche St. Martin an der Raab und das Künstlerdorf Neumarkt an der Raab.

## Geschichte

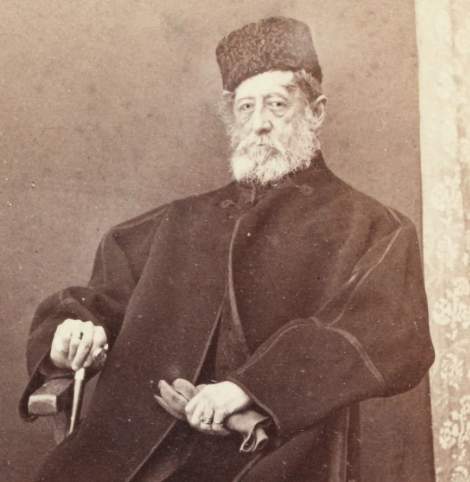
Der Erbauer Franz VI. Batthyány um ca. 1867

Das Gebäude wurde 1846 von Franz VI. Graf Batthyány (1804–1869) aus dem Jormannsdorfer Zweig der Schlaininger Linie der Batthyány errichtet. Als Besitzer und Grundherr von Bad Tatzmannsdorf und Jormannsdorf hatte dieser seinen Hauptsitz auf Schloss Jormannsdorf bei Bad Tatzmannsdorf. Im Jahr 1841 erhielt er aus dem Erbe der mit Graf Johann Nepomuk I. (1744–1831) bereits 1831 ausgestorbenen Scharfensteiner Linie der Familie das Gebiet um Neumarkt an der Raab. Als Zentrum und Sitz dieser Grundherrschaft ließ Franz 1846 das Schloss Neumarkt an Stelle eines bereits zuvor bestehenden Gebäudes errichten. Bei diesem dürfte es sich aber weder um einen Schlossbau, noch um einen Meierhof gehandelt haben, da in den betreffenden Kartenabschnitten der Josephinischen Landesaufnahme von 1782 bis 1785 noch kein solcher Ansitz erfasst worden war.
Durch die Aufhebung der Grundherrschaft in den Folgejahren der Ungarischen Revolution von 1848/1849 wurden grundherrliche Herrschaften wie jene in Neumarkt zwar aufgelöst, im Zuge der Grundablöse durch die ehemals untertänigen Bauern wurden die früheren Grundherren aber meist zu Großgrundbesitzern. Franz VI. wurde so zu einem bedeutenden Grundbesitzer der Region, der Schloss Neumarkt zum zweiten Hauptsitz seiner später wachsenden Familie machte. Für diese Zwecke ließ er im Süden des bis dahin einflügeligen Schlosses einen bis heute bestehenden achteckigen Anbau errichten. Nach dem Tod von Franz im Jahr 1869 gingen Schloss und Güter an dessen zweite Ehefrau und Witwe Caroline (1833–1908) und deren gemeinsame Kinder Karl V. (1857–1896), Maximilian II. (1858–1907), Gabriel (1862–1934), Maria (1859–1920) und Anna (1865–1899). Einige der Kinder wurden im Schloss geboren, und die Söhne Karl und Maximilian verstarben auch dort.
Nach dem Tod von Gabriel Batthyány im Jahr 1934 gingen Schloss und Gut Neumarkt mit den anderen Besitzungen an Josef IX. Graf Batthyány (1912–1994) aus der fürstlichen Linie der Familie. Josef war zu diesem Zeitpunkt zwar nur der drittälteste (noch lebende) Sohn des Majoratsinhabers Ladislaus IV. Fürst Batthyány-Strattmann, da sein ältester Bruder aber den Vater beerben sollte und der zweitältere bereits über eigene Güter verfügte, wurde das Erbe des erloschenen Jormannsdorfer Zweiges an Josef IX. vergeben. 1992 verkaufte Josef die zum Schloss gehörenden Güter in Neuhaus am Klausenbach und Neumarkt an der Raab, das Schloss blieb aber weiterhin im Besitz der Familie und dient bis heute als Wohnsitz seiner Nachkommen.

## Architektur

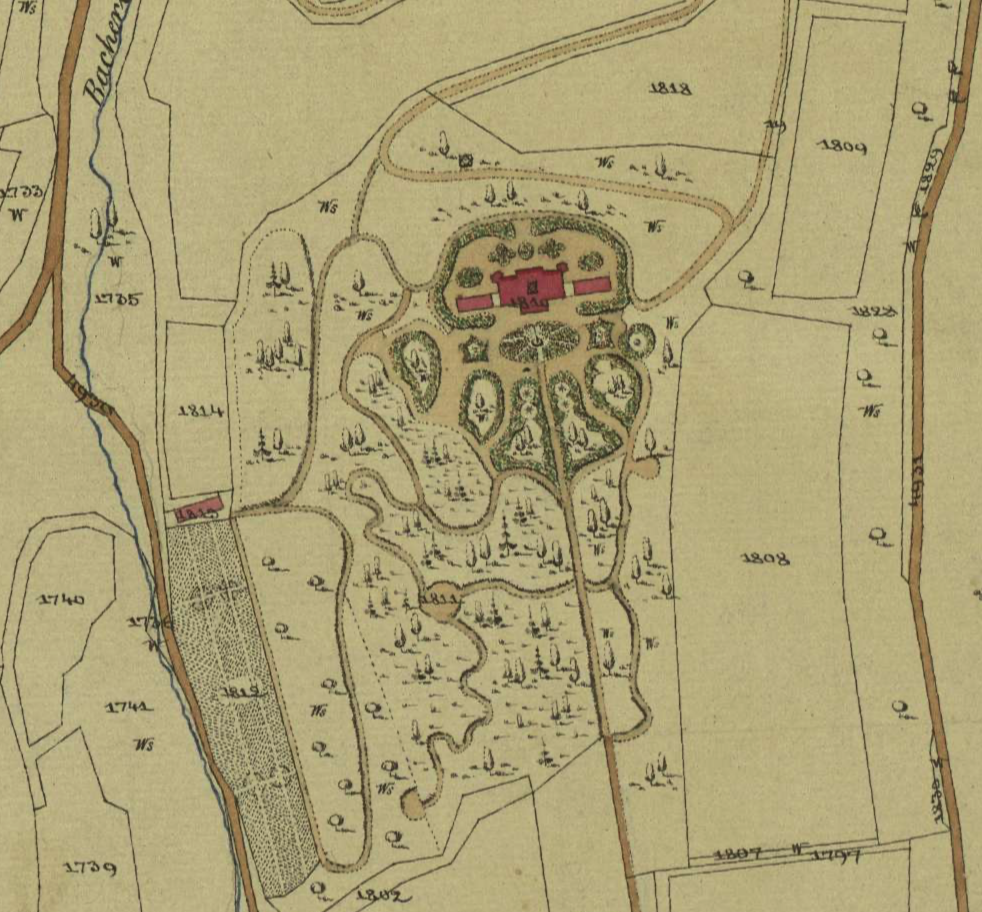
Karte von Schloss und Schlosspark vor 1866

Der Schlossbau besteht aus mehreren Bauteilen: einem einflügeligen, zweigeschoßigen Trakt in Ost-West-Richtung, einem im Süden angebauten achteckigen Erweiterungsbau mit Zeltdach, und einem in Nord-Süd-Richtung verlaufenden Verbindungstrakt. Während letzterer ebenfalls zweigeschoßig ist, ist der polygonale Turmbau dreigeschoßig. Zusätzlich ist im Westen des Haupttraktes ein eingeschoßiger glorietteartiger Anbau mit flachem Walmdach vorhanden, der ursprünglich an der Ostseite des Schlosses über ein architektonisches Pendant verfügte. Der Anbau und der Haupttrakt stammen aus der Errichtungszeit der Anlage im Jahre 1846, die im Süden anschließenden Erweiterungsbauten aus dem Jahr 1866. Der gesamte Bau verfügt über eine einheitliche gelb-weiße Fassadengestaltung.
Die Hauptfassade des Schlosses ist nach Nordwesten hin ausgerichtet, am zur Raab hin abfallenden Hang des Schlossparks. Sie verfügt über einen dreiachsigen Giebelrisaliten im Zentrum und ist an den Seiten zweiachsig. An den Ecken sind einachsige, schräg gestellte polygonale Türmchen mit Zeltdach angebaut. Die Seitenfronten des Haupttraktes sind dreiachsig. Er verfügt über ein flaches Walmdach mit mehreren symmetrisch angeordneten Schornsteinen in der Achse der Außenkanten des Risaliten. Dieser ist repräsentativ gestaltet und verfügt über einen in der Fassadenmitte des ersten Geschoßes angebauten Balkon mit schmiedeeisernem Geländer, der auf drei Konsolen ruht. Im Zentrum des Giebels ist ein steinernes Reliefwappen der gräflichen Linie der Batthyány vorhanden. Optisch bekrönt wird die Flucht durch einen am Dachfirst befestigten Fahnenmasten. Die einzelnen Fassadenseiten des achteckigen Anbaus sowie dessen Verbindungsbau zum Haupttrakt sind jeweils zweiachsig.
Die Gartenfassade des Baus wird durch profilierte Lisenen und Faschen gegliedert. Die anderen Fassadenfluchten verfügen über eine Fenstergliederung mit einfachen Faschen und grünen Läden. Während die Fenster der meisten Fassadenbereiche rechteckig ausgeführt sind, sind jene des Risaliten und der schräg gestellten Türmchen rundbogig. Der gesamte Bau verfügt über eine Geschoßgliederung der Fassade durch profilierte schmale Gesimse. Am Rand des jeweils obersten Geschoßes verläuft direkt unter der Dachkante zusätzlich ein flaches, breites Gesimsband.
Der Schlosspark ist im Stil eines englischen Gartens gestaltet. Er verfügt zur Hauptfront des Schlosses hin über eine breite Freitreppe, die an den Ecken der beidseitigen Enden über niedrige steinerne Pylone mit Laternen verfügt. Zusätzlich gibt es im Park mehrere hochwertig ausgeführte Steinfiguren, die Nonnen darstellen.